# شوراب نوسازي
شوراب نوسازي (بالفارسية: شوراب نوسازی) هي قرية تقع في قسم بسكلوت الريفي في إيران. يقدر عدد سكانها بـ 177 نسمة بحسب إحصاء 2016.